# كرونة نروجية
الكرونة النرويجية (بالنرويجية: norsk krone/norsk krona)، هي العملة المستخدمة في النرويج والأقاليم التابعة لها، الجمع منها هو الكرونر، وتنقسم إلى 100 أوره (øre). يأخذ الرمز (أيزو 4217: NOK)، والاختصار المحلي المتعارف عليه لها هو (kr).
كانت الكرونة النرويجية تحتل المركز الثالث عشر في نيسان/أبريل عام 2010 بين أكثر العملات تداولاً من حيث القيمة (أقل بثلاث مراكز من مركزها في عام 2007).
كما تُقبل الكرونة النرويجية بشكل غير رسمي في العديد من المتاجر في السويد وفنلندا القريبة من الحدود النرويجية، وكذلك في بعض المتاجر في موانئ العَبَّارات الدنماركية هيرتشالز وفغيدريكسهاون. أنفق النرويجيون 14.1 مليار كرونة نرويجية على التسوق عبر الحدود ‏ في عام 2015 مقارنة بـ 10.5 مليار كرونة نرويجية أُنفِقَت في عام 2010. يعد التسوق عبر الحدود ممارسة شائعة إلى حد ما بين النرويجيين، على الرغم من أنه نادر الحدوث بدافع الاندفاع.

## تاريخ
قُدِّمَت الكرونة في عام 1875، لتحل محل العملة النرويجية سبيسيدالر/سبسيدالر ‏ بمعدل 4 كرونة = 1 سبسيدالر. وبذلك انضمت النرويج إلى الاتحاد النقدي الاسكندنافي ‏، الذي تأسس في عام 1873. ظلت العملات الاسكندنافية قابلة للتبادل المتبادل حتى عام 1914 مع تعليق العمل بقاعدة الذهب بسبب الحرب العالمية الأولى. وبعد هذا التاريخ، توقفت عملات الدنمارك، والنرويج، والسويد عن التكافؤ المتبادل مع بعضها البعض.
في إطار الاتحاد النقدي الاسكندنافي، كانت الكرونة تعتمد على قاعدة ذهبية قدرها 2480 كرونة = 1 كيلوغرام من الذهب الخالص (1 كرونة = 403.226 مليغرام من الذهب). عُلِّقَ العمل بقاعدة الذهب من عام 1914 إلى عام 1916 ومن عام 1920 إلى عام 1928، وفي عام 1931 عُلِّق بشكل دائم. في عام 1933 رُبِطَت الكرونة بالجنيه الإسترليني عند 1 جنيه إسترليني = 19.9 كرونة، وفي عام 1939 رُبِطَت الكرونة بالدولار الأمريكي عند 1 دولار = 4.4 كرونة.
خلال الاحتلال الألماني (1940 – 1945) في الحرب العالمية الثانية، رُبِطَت الكرونة في البداية بالرايخ مارك بمعدل 1 كرونة = 0.6 رايخ مارك، ثم خُفِّضَت لاحقًا إلى 0.57.[بحاجة لمصدر] بعد الحرب، ثُبِّت سعر صرف الجنيه الإسترليني عند 20 كرونة في عام 1946، وهو ما يعادل 4.963 كرونة مقابل 1 دولار أمريكي قبل أن يؤدي خفض قيمة الجنيه الإسترليني في عام 1949 إلى تعديله إلى 7.142 كرونة مقابل 1 دولار أمريكي.
في ديسمبر 1992، تخلى البنك المركزي النرويجي عن نظام سعر الصرف الثابت لصالح أسعار الصرف العائمة (التعويم المُدار) بسبب المضاربات الشديدة ضد العملة النرويجية في أوائل التسعينيات، مما كبّد[بحاجة لتوضيح] البنك المركزي حوالي ملياري كرونة في عمليات شراء دفاعية للكرونة النرويجية باستخدام احتياطيات العملات الأجنبية خلال فترة زمنية قصيرة نسبيًا.

### ملخص الفئات الصادرة
| الفئة      | الأوراق النقدية     | الأوراق النقدية | الأوراق النقدية    | العملات   | العملات   | العملات                                                                          |
| الفئة      | الطباعة             | غير صالحة       | التعليقات          | السك      | غير صالحة | التعليقات                                                                        |
| ---------- | ------------------- | --------------- | ------------------ | --------- | --------- | -------------------------------------------------------------------------------- |
| 1 إيري     | —                   | —               | —                  | 1876–1972 | 1988      | برونز , حديد 1918–1921 & 1941–1945                                               |
| 2 إيري     | —                   | —               | —                  | 1876–1972 | 1988      | برونز , حديد 1917–1920 & 1943–1945                                               |
| 5 إيري     | —                   | —               | —                  | 1875–1982 | 1988      | برونز , حديد 1917–1920 & 1941–1945                                               |
| 10 إيري    | —                   | —               | —                  | 1874–1991 | 2003      | فضة 1874–1919, نحاس-نيكل 1920–92 (مثقوبة 1924–51), زنك 1941–1945                 |
| 25 إيري    | —                   | —               | —                  | 1876–1982 | 1988      | فضة 1876–1919, نحاس-نيكل 1921–82 (مثقوبة 1921–50), زنك 1943–1945                 |
| 50 إيري    | —                   | —               | —                  | 1874–2012 | 2012      | فضة 1874–1919, نحاس-نيكل 1920–96 (مثقوبة 1920–49), زنك1941–1945, برونز 1996–2012 |
| 1 كرونة    | 1917–1925 1940–1950 | 1926 1999       | عملات "حرب"        | 1875–     | —         | فضة 1875–1917, نحاس-نيكل 1925– (مثقوبة 1925–1951, 1997–)                         |
| 2 كرونة    | 1918–1925 1940–1950 | 1926 1999       | عملات "حرب"        | 1876–1917 | 1922      | فضة 1878–1917                                                                    |
| 5 كرونة    | 1877–1963           | 1999            | اُستُبدِلَت بعملة 1963 | 1963–     | —         | نحاس-نيكل (مثقوبة 1998–)                                                         |
| 10 كرونة   | 1877–1984           | 1999            | اُستُبدِلَت بعملة 1984 | 1983–     | —         | النيكل والنحاس                                                                   |
| 20 كرونة   | —                   | —               | —                  | 1994–     | —         | النيكل والنحاس                                                                   |
| 50 كرونة   | 1877–               | —               |                    | —         | —         | —                                                                                |
| 100 كرونة  | 1877–               | —               |                    | —         | —         | —                                                                                |
| 200 كرونة  | 1994–               | —               |                    | —         | —         | —                                                                                |
| 500 كرونة  | 1877–               | —               |                    | —         | —         | —                                                                                |
| 1000 كرونة | 1877–               | —               |                    | —         | —         | —                                                                                |

المصادر: 

## عملات معدنية
في عام 1875، قُدِّمَت العملات المعدنية (بعضها يعود تاريخه إلى عام 1874) في فئات 10 و 50 إيري و 1 و 10 كرونة. كما حملت هذه العملات نفس فئة العملة السابقة، وهي 3، و15، و30 سكيلينج و21⁄2 سبيسيدالر. بين عامي 1875 و1878، قُدِّمَت العملة الجديدة بالكامل، في فئات 1، و2، و5، و10، و25، و50 إيري و1، 2، و10 كرونة. سُكَّت العملات المعدنية من فئة 1،و2، و5 إيري من البرونز؛ وتم سك العملات المعدنية من فئة 10، و25، و50 إيري و1 و2 كرونة من الفضة؛ وسُكَّت العملات المعدنية من فئة 10 و20 كرونة من الذهب.
صدرت آخر العملات الذهبية في عام 1910؛ واستُبدِلَت العملات الفضية بالنيكل النحاسي في عام 1920. بين عامي 1917 و1921، حل الحديد محل البرونز مؤقتًا. وشهد عام 1917 أيضًا الإصدار الأخير لعملات معدنية بقيمة 2 كرونة. أثناء الاحتلال الألماني للنرويج في الحرب العالمية الثانية، اُستُخدِمَ الزنك بدلاً من النحاس والنيكل في العملات المعدنية فئة 10، و25، و50 إيري، وعُلِّق إنتاج قطعة الكرونة الواحدة.
في عام 1963، أُصدِرَت عملات معدنية بقيمة 5 كرونة. توقف إنتاج العملات المعدنية من فئة 1 و2 إيري في عام 1972. في العام التالي، قُلِّصَ حجم العملة المعدنية فئة 5 إيري؛ وتوقف إنتاج هذه الفئة في عام 1982، إلى جانب سك العملة المعدنية فئة 25 إيري. طُرِحَت العملات المعدنية من فئة العشرة كرونة في عام 1983. في عام 1992، سُكَّت آخر 10 عملات معدنية من فئة إيري.
بين عامي 1994 و1998، قُدِّمَت عملة جديدة تتكون من 50 إيري و1، و5، و10، و20 كرونة. هذه هي العملات المعدنية الوحيدة التي تعتبر قانونية في الوقت الحالي، باستثناء عملة 50 إيري التي سُحِبَت في 1 مايو 2012. كان سبب سحب العملة أنها لم تعد متداولة كعملة عادية تستخدم للدفع. ومع ذلك، لا تزال البنوك في النرويج تستبدل العملات المعدنية من فئة 50 إيري بقيم أعلى حتى عام 2022.
تُوَزَّع العملات المعدنية والأوراق النقدية للكرونة النرويجية من قبل البنك المركزي النرويجي.
يعتبر ما يصل إلى 25 عملة معدنية من أي فئة واحدة tvungent betalingsmiddel - طريقة دفع قانونية، حيث لا يُسمَح للمستلم رفض العملة وفقًا للقانون النرويجي ‏.

### استخدام العملات المعدنية من فئة 10 ليرة سورية في النرويج
تُظهر خصائص عملة العشر ليرات سورية (LS 10) تشابهًا كبيرًا مع عملة العشرين كرونة نرويجية (NKr 20) لدرجة أنها قد تخدع آلات البيع، وآلات تحويل العملات إلى نقد، وآلات الألعاب، وأي خدمة آلية تعمل بالعملات في النرويج. وتعجز هذه الآلات عن التمييز بين العملتين بسبب التشابه شبه التام في الوزن والحجم.
بحلول منتصف فبراير 2017، كانت قيمة العشر ليرات سورية (LS 10) تساوي 0.39 كرونة نرويجية، مما جعل عملة العشرين كرونة أعلى قيمة بمقدار 51.5 مرة من عملة العشر ليرات. وعلى الرغم من صعوبة العثور على هذه العملات السورية في النرويج، إلا أنها تُستخدم بشكل متكرر في الآلات الآلية هناك، مما دفع خدمة البريد النرويجية (Posten Norge) إلى إغلاق العديد من آلات تحويل العملات إلى نقد في 18 فبراير 2006، مع خطط لتطوير نظام يمكنه التمييز بين العملتين. وفي صيف عام 2005، حُكم على رجل نرويجي بالسجن لمدة 30 يومًا مع وقف التنفيذ بسبب استخدامه العملات السورية في آلات الألعاب في بلدية باروم.

## الأوراق النقدية
في عام 1877، قدم بنك النرويج أوراق نقدية بقيمة 5، و10، و50، و100، و500، و1000 كرونة. في عام 1917، صدرت أوراق نقدية بقيمة 1 كرونة، كما صدرت أوراق نقدية بقيمة 2 كرونة بين عامي 1918 و1922. وبسبب نقص المعادن، أُصدِرَت أوراق نقدية بقيمة 1 و2 كرونة مرة أخرى بين عامي 1940 و1950. في عام 1963، اُستُبدِلَت الأوراق النقدية من فئة 5 كرونة بالعملات المعدنية، وحدث نفس الشيء للأوراق النقدية من فئة 10 كرونة في عام 1984. أُصدِرَت أوراق نقدية بقيمة مائتي كرونة في عام 1994.
السلسلة الحالية:
| صورة                                                                                           | صورة         | قيمة       | أبعاد (مليمتر) | اللون الرئيسي | اللون الرئيسي | تصميم                            | تصميم                                                             | العدد الأول | العدد الأول |
| الوجه الأمامي                                                                                  | الوجه الخلفي | قيمة       | أبعاد (مليمتر) | اللون الرئيسي | اللون الرئيسي | الوجه الأمامي                    | الوجه الخلفي                                                      | العدد الأول | العدد الأول |
| ---------------------------------------------------------------------------------------------- | ------------ | ---------- | -------------- | ------------- | ------------- | -------------------------------- | ----------------------------------------------------------------- | ----------- | ----------- |
|                                                                                                |              | 50 كرونة   | 126 × 70       |               | أخضر          | منارة أوتفير                     | منارة مُصَمَّمةوكارلسفونجا ( بنات نعش الكبرى )                        | 2018        |             |
|                                                                                                |              | 100 كرونة  | 133 × 70       |               | أحمر          | سفينة غوكستاد                    | سفينة حاويات مصممة، وكرة أرضية، وأوريون                           | 2017        |             |
|                                                                                                |              | 200 كرونة  | 140 × 70       |               | أزرق          | سمك القد                         | قارب صيد مصمم، وشبكة صيد، ومنارة                                  | 2017        |             |
|                                                                                                |              | 500 كرونة  | 147 × 70       |               | البرتقالي     | سفينة الإنقاذ آر إس 14 ستافانغر ‏ | منصة نفطية مُصَمّمة، وشبكات خطوط أنابيب الغاز من بحر الشمال، وأمونيت | 2018        |             |
|                                                                                                |              | 1000 كرونة | 154 × 70       |               | أرجواني       | موجة في البحر                    | أفق مُصمَّم وجزيئات الماء                                            | 2019        |             |
| هذه الصور بمقياس 0.7 بكسل لكل مليمتر. لمعرفة معايير الجدول، راجع جدول مواصفات الأوراق النقدية. |              |            |                |               |               |                                  |                                                                   |             |             |

## أسعار الصرف
العملات الأكثر تداولا من حيث القيمة
توزيع العملات في سوق الصرف الأجنبي العالمي
| عملة               | ISO 4217 رمز | رمز العملة أو الاختصار | نسبة الحجم اليومي | نسبة الحجم اليومي | اختلاف (2019–2022) |
| عملة               | ISO 4217 رمز | رمز العملة أو الاختصار | April 2019        | April 2022        | اختلاف (2019–2022) |
| ------------------ | ------------ | ---------------------- | ----------------- | ----------------- | ------------------ |
| دولار أمريكي       | USD          | $, US$                 | 88.3%             | 88.5%             | 0.2نقطة مئوية      |
| يورو               | EUR          | €                      | 32.3%             | 30.5%             | 1.8نقطة مئوية      |
| ين ياباني          | JPY          | ¥, 円                  | 16.8%             | 16.7%             | 0.1نقطة مئوية      |
| جنيه إسترليني      | GBP          | £                      | 12.8%             | 12.9%             | 0.1نقطة مئوية      |
| رنمينبي            | CNY          | ¥, 元                  | 4.3%              | 7.0%              | 2.7نقطة مئوية      |
| دولار أسترالي      | AUD          | $, A$                  | 6.8%              | 6.4%              | 0.4نقطة مئوية      |
| دولار كندي         | CAD          | $, Can$                | 5.0%              | 6.2%              | 1.2نقطة مئوية      |
| فرانك سويسري       | CHF          | Fr., fr.               | 4.9%              | 5.2%              | 0.3نقطة مئوية      |
| دولار هونغ كونغ    | HKD          | $, HK$, 元             | 3.5%              | 2.6%              | 0.9نقطة مئوية      |
| دولار سنغافوري     | SGD          | $, S$                  | 1.8%              | 2.4%              | 0.6نقطة مئوية      |
| كرونة سويدية       | SEK          | kr, Skr                | 2.0%              | 2.2%              | 0.2نقطة مئوية      |
| وون كوري جنوبي     | KRW          | ₩, 원                  | 2.0%              | 1.9%              | 0.1نقطة مئوية      |
| كرونة نرويجية      | NOK          | kr, Nkr                | 1.8%              | 1.7%              | 0.1نقطة مئوية      |
| دولار نيوزلندي     | NZD          | $, $NZ                 | 2.1%              | 1.7%              | 0.4نقطة مئوية      |
| روبية هندية        | INR          | ₹                      | 1.7%              | 1.6%              | 0.1نقطة مئوية      |
| بيزو مكسيكي        | MXN          | $, Mex$                | 1.7%              | 1.5%              | 0.2نقطة مئوية      |
| دولار تايواني جديد | TWD          | $, NT$, 圓             | 0.9%              | 1.1%              | 0.2نقطة مئوية      |
| راند جنوب أفريقي   | ZAR          | R                      | 1.1%              | 1.0%              | 0.1نقطة مئوية      |
| ريال برازيلي       | BRL          | R$                     | 1.1%              | 0.9%              | 0.2نقطة مئوية      |
| كرونة دنماركية     | DKK          | kr., DKr               | 0.6%              | 0.7%              | 0.1نقطة مئوية      |
| زلوتي بولندي       | PLN          | zł, Zl                 | 0.6%              | 0.7%              | 0.1نقطة مئوية      |
| بات تايلندي        | THB          | ฿, B                   | 0.5%              | 0.4%              | 0.1نقطة مئوية      |
| روبية إندونيسية    | IDR          | Rp                     | 0.4%              | 0.4%              | Steady             |
| كرونة تشيكية       | CZK          | Kč, CZK                | 0.4%              | 0.4%              | Steady             |
| درهم إماراتي       | AED          | د.إ, Dh(s)             | 0.2%              | 0.4%              | 0.2نقطة مئوية      |
| ليرة تركية         | TRY          | ₺, TL                  | 1.1%              | 0.4%              | 0.7نقطة مئوية      |
| فورنت مجري         | HUF          | Ft                     | 0.4%              | 0.3%              | 0.1نقطة مئوية      |
| بيزو تشيلي         | CLP          | $, Ch$                 | 0.3%              | 0.3%              | Steady             |
| ريال سعودي         | SAR          | ریال, SRl(s)           | 0.2%              | 0.2%              | Steady             |
| بيزو فلبيني        | PHP          | ₱                      | 0.3%              | 0.2%              | 0.1نقطة مئوية      |
| رينغيت ماليزي      | MYR          | RM                     | 0.2%              | 0.2%              | Steady             |
| بيزو كولومبي       | COP          | $, Col$                | 0.2%              | 0.2%              | Steady             |
| روبل روسي          | RUB          | ₽, руб                 | 1.1%              | 0.2%              | 0.9نقطة مئوية      |
| ليو روماني         | RON          | —, leu                 | 0.1%              | 0.1%              | Steady             |
| سول بيروي          | PEN          | S/                     | 0.1%              | 0.1%              | Steady             |
| عملات أخرى         | عملات أخرى   | عملات أخرى             | 2.0%              | 2.4%              | 0.4pp              |
| مجموع              | مجموع        | مجموع                  | 200.0%            | 200.0%            |                    |

تكلفة اليورو الواحد بالكرونة النرويجية (منذ عام 1999)

تختلف قيمة الكرونة النرويجية مقارنة بالعملات الأخرى بشكل كبير من سنة إلى أخرى. في عام 2002، ارتفعت قيمة الكرونة النرويجية إلى مستويات قياسية مقابل الدولار الأمريكي واليورو. في 2 يناير 2002، كانت قيمة 100 كرونة تساوي 11.14 دولار أمريكي (1 دولار = 8.98 كرونة). في يوليو 2002، وصلت الكرونة إلى أعلى مستوى لها عند 100 كرونة = 13.7 دولار (1 دولار = 7.36 كرونة). وبالإضافة إلى ارتفاع مستوى الفائدة، الذي ارتفع مرة أخرى في 4 يوليو 2002 إلى 7%، كان سعر النفط مرتفعاً. في ذلك الوقت كانت النرويج ثالث أكبر مصدر للنفط في العالم.
في عام 2005، وصلت أسعار النفط إلى مستويات قياسية تجاوزت 60%. دولار للبرميل. ورغم أن أسعار الفائدة انخفضت إلى نحو 2%، فإن الكرونة النرويجية أصبحت أقوى.
ومع ذلك، في أواخر عام 2007 وأوائل عام 2008، عانى الدولار من انخفاض مطرد في قيمته مقابل جميع العملات الرئيسية الأخرى. وفي الوقت نفسه، اكتسبت الكرونة النرويجية قيمة أكبر؛ ونتيجة لهذا، أصبحت الكرونة أقوى من أي وقت مضى مقارنة بالدولار، مما جعل قيمة الدولار تبلغ نحو 5 كرونة في أبريل 2008. وبحلول شهر أكتوبر 2008، تعافى الدولار وأصبح يساوي نحو 7 كرونة. وفي أعقاب عام 2009، شهدت الكرونة مرة أخرى نمواً قوياً، مما جعل قيمة الدولار تبلغ نحو 5.8 كرونة اعتباراً من بداية عام 2010.

منذ منتصف العقد الأول من القرن الحادي والعشرين، كانت قيمة الكرونة النرويجية تضعف ببطء ولكن بثبات مقابل معظم العملات. ومع ذلك، اعتبارًا من 2024 لا تزال قيمة الكرونة مبالغ فيها استنادًا إلى مؤشر بيج ماك.

### سعر الصرف NOK الحالي
| من Yahoo! Finance: | AUD CAD CHF EUR GBP HKD JPY USD DKK SEK |
| من XE.com:         | AUD CAD CHF EUR GBP HKD JPY USD DKK SEK |
| من Investing.com:  | AUD CAD CHF EUR GBP HKD JPY USD DKK SEK |
| منOANDA.com:       | AUD CAD CHF EUR GBP HKD JPY USD DKK SEK |